# Semplice (Kandinskij)
Semplice è un dipinto ad acquerello (22x28,5 cm) realizzato nel 1916 da Vasily Kandinsky.
È conservato nel Centre Pompidou di Parigi.